# Francia ai Giochi della XVIII Olimpiade
La Francia partecipò ai Giochi della XVIII Olimpiade, svoltisi a Tokyo, Giappone, dal 10 al 24 ottobre 1964, con una delegazione di 138 atleti impegnati in quattordici discipline.

## Medagliere

### Per discipline
| Sport            | Oro | Argento | Bronzo | Totale |
| ---------------- | --- | ------- | ------ | ------ |
| Equitazione      | 1   | 1       | 0      | 2      |
| Scherma          | 0   | 2       | 3      | 5      |
| Atletica leggera | 0   | 1       | 1      | 2      |
| Canoa/kayak      | 0   | 1       | 0      | 1      |
| Canottaggio      | 0   | 1       | 0      | 1      |
| Nuoto            | 0   | 1       | 0      | 1      |
| Pugilato         | 0   | 1       | 0      | 1      |
| Ciclismo         | 0   | 0       | 2      | 2      |
| Totale           | 1   | 8       | 6      | 15     |

### Medaglie
| Medaglia | Atleta                                                                                | Sport            | Evento                         |
| -------- | ------------------------------------------------------------------------------------- | ---------------- | ------------------------------ |
| Oro      | Pierre Jonquères d'Oriola                                                             | Equitazione      | Salto ostacoli individuale     |
| Argento  | Maryvonne Dupureur                                                                    | Atletica leggera | 800 metri piani femminili      |
| Argento  | Jean Boudehen Michel Chapuis                                                          | Canoa/kayak      | C2 1000 metri maschile         |
| Argento  | Jacques Morel Georges Morel Tim. Jean-Claude Darouy                                   | Canottaggio      | Due con maschile               |
| Argento  | Pierre Jonquères d'Oriola Janou Lefèbvre Guy Lefrant                                  | Equitazione      | Salto ostacoli a squadre       |
| Argento  | Christine Caron                                                                       | Nuoto            | 100 metri dorso femminili      |
| Argento  | Joseph Gonzales                                                                       | Pugilato         | Pesi superwelter               |
| Argento  | Jean-Claude Magnan                                                                    | Scherma          | Fioretto individuale maschile  |
| Argento  | Claude Arabo                                                                          | Scherma          | Sciabola individuale maschile  |
| Bronzo   | Paul Genevay Bernard Laidebeur Claude Piquemal Jocelyn Delecour                       | Atletica leggera | Staffetta 4×100 metri maschile |
| Bronzo   | Daniel Morelon                                                                        | Ciclismo         | Velocità                       |
| Bronzo   | Pierre Trentin                                                                        | Ciclismo         | Chilometro a cronometro        |
| Bronzo   | Daniel Revenu                                                                         | Scherma          | Fioretto individuale maschile  |
| Bronzo   | Jean-Claude Magnan Daniel Revenu Jacques Courtillat Pierre Rodocanachi Christian Noël | Scherma          | Fioretto a squadre maschile    |
| Bronzo   | Claude Bourquard Claude Brodin Yves Dreyfus Jacques Guittet Jacques Brodin            | Scherma          | Spada a squadre maschile       |